# Ferdinand II van Aumale
Ferdinand II van Aumale (circa 1238 - 1260) was van 1252 tot aan zijn dood medegraaf van Aumale. Hij behoorde tot het huis Ivrea. 

## Levensloop
Ferdinand II was de zoon van koning Ferdinand III van Castilië en diens tweede echtgenote Johanna van Dammartin, die gravin van Aumale was. Na het overlijden van zijn vader in 1252 werd hij naast zijn moeder Johanna medegraaf van Aumale.  
In 1254 huwde hij met Laura (overleden in 1270), dochter van graaf Amalrik VI van Montfort. Ze kregen een zoon: 
- Jan I (overleden in 1302), graaf van Aumale.

Na zijn dood in 1260 werd Ferdinand als medegraaf van Aumale opgevolgd door zijn zoon Jan I.